# Окано, Исао
Исао Окано (яп. 岡野 功 Окано Исао, 20 января 1944 года, Рюгасаки, префектура Ибараки региона Канто Япония)  — японский дзюдоист, чемпион Олимпийских игр, чемпион мира, чемпион и призёр Японии по дзюдо.

## Биография
Родился в Рюгасаки в 1944 году. Начал заниматься дзюдо в средней школе под влиянием комиксов мангаки Эйити Фукуи.
Окончив школу, продолжил обучение в юридической школе престижного университета Тюо в Токио, продолжая занятия дзюдо. Несмотря на то, что до Олимпийских игр дзюдоист не имел высоких чемпионских результатов (поскольку не выступал на соревнованиях должного уровня), тем не менее, в течение нескольких лет не проигрывал. Перед Олимпиадой победил на международном турнире в Москве

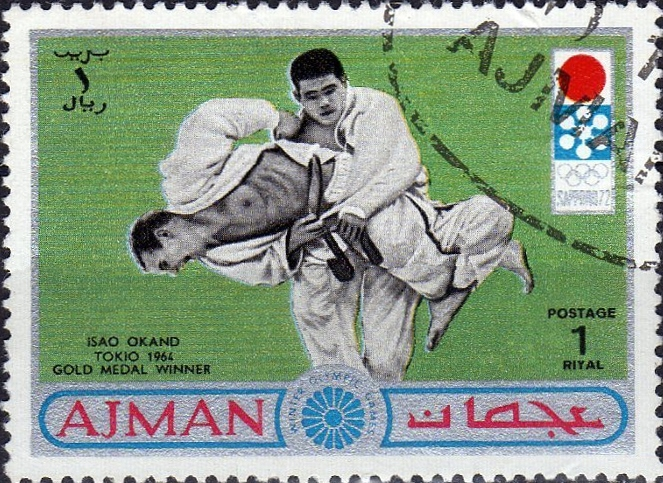
Момент встречи Исао Окано и Вольфганга Хофманна, запечатлённый на марки эмирата Аджман

Представлял Японию на Летних Олимпийских играх 1964 года в Токио, в категории до 80 килограммов. В его категории боролись 25 дзюдоистов. Соревнования велись по круговой системе в группах и затем по олимпийской системе. Борцы были разделены на восемь групп по три человека в каждой (в одной четыре). Победитель группы выходил в четвертьфинал, после чего соревнования велись с выбыванием после поражения. 
В первых двух схватках Исао Окано победил Луго Луго Хорхе (Венесуэла) и Фернандо Матоса (Португалия). В четвертьфинале Исао Окано боролся с чемпионом Европы 1962 года Лионелем Гроссе (Франция). На пятой минуте встречи француз попытался провести переднюю подсечку (хараи цурикоми аси), но потерял равновесие и упал назад, на правый бок. Падение не было оценено, но борьба перешла в партер. Француз, переворачиваясь через правый бок на живот, попытался уйти от удержания, что ему удалось, затем поднялся на колени в высокий партер. К тому времени Исао Окано контролировал противника, захватив его со стороны головы. В этом положении Исао Окано осуществил захват отворотов кимоно, и развернулся спиной к татами, под французского дзюдоиста, продолжавшего стоять на коленях. Этим движением Исао Окано, скрутив отвороты кимоно, провёл удушающий приём (окури-эри-дзимэ). В дальнейшие секунды уже потерявший сознание Лионель Гроссе был перевёрнут на спину.  Однако судья, как оказалось, не был знаком с такой техникой удушения, и не предпринимал никаких действий, наблюдая за развитием схватки. Тогда японский борец начал смотреть на судью, сигнализируя что француз не в состоянии продолжать борьбу, но судья поднял руку, фиксируя чистую победу, только после того, как японский тренер обратил внимание на безжизненно лежащие ноги французского дзюдоиста. Исао Окано немедленно приступил к осуществлению традиционной японской техники реанимации (кацу) и всё обошлось для француза без последствий. В полуфинале решением судей Исао Окано победил своего главного конкурента из Южной Кореи Ким Ё Тэ, а в финале, противодействуя броску Вольфганга Хофманна из объединённой Германской команды, перевёл борьбу в партер и осуществил удержание поперёк (ёко-сихо-гатамэ), закончив схватку чуть более чем через полторы минуты 
В 1965 году на чемпионате мира в Рио-де-Жанейро завоевал титул чемпиона мира. В 1967 году, Исао Окано стал чемпионом Японии в абсолютной категории, повторив успех в 1969 году и завоевав второе место в 1968 году, что является в достаточной степени удивительным достижением, учитывая вес борца до 80 килограммов (абсолютная категория - это категория без ограничений по весу, и в основном в ней принимают участие тяжеловесы). На чемпионат мира 1967 года Исао Окано не смог поехать ввиду травмы плеча, полученной в товарищеской встрече сборных Японии и СССР: в той встрече он потерпел сенсационное поражение от Бориса Мищенко.
Неожиданно, в 1969 году, Исао Окано оставил большой спорт и в 1970 году создал в Рюгасаки  школу дзюдо Shoki Juku, ныне известную как команду университета Рюцу Кэдзай. Под его руководством тренировался Кадзухиро Ниномия, будущий олимпийский чемпион 1976 года. С 1973 по 1976 год являлся тренером сборной Японии, оставив пост после Олимпиады в Монреале. С того времени на преподавательской работе в университете Кэйо, Токийском университете. Является почётным профессором университета Рюцу Кэдзай, руководителем кафедры дзюдо и директором университетского центра физического воспитания.
Автор нескольких книг и публикаций; самым известным изданием является многотомник Vital Judo 